# Montevideo (Minnesota)
 For alternative betydninger, se Montevideo (flertydig). (Se også artikler, som begynder med Montevideo)
Montevideo er en amerikansk by og administrativt centrum i det amerikanske county Chippewa County i staten Minnesota. I 2000 havde byen et indbyggertal på 5.346.

## Ekstern henvisning
- Montevideos hjemmeside (engelsk)

44°56′33″N 95°43′25″V / 44.94250°N 95.72361°V